# Сарапульський радіозавод
ВАТ Сара́пульський ра́діозаво́д — промислова компанія з виробництва, розробки, модернізації та ремонту військових та цивільних засобів зв'язку. Знаходиться в місті Сарапул Удмуртської республіки, Росія.

## Історія
Завод заснований в 1900 році в місті Санкт-Петербург як телеграфно-телефонобудівний завод «К.Лоренц». В 1915 році у зв'язку з початком Першої світової війни був переданий Головному військово-технічному управлінню. В 1917 році завод був перетворений в Петроградський електротехнічний завод Військово-інженерного відомства. Після революції 1918 року, згідно з рішенням уряду завод був переведений в Москву і перетворений в Перший державний електротехнічний завод. В 1931 році, виконавши перший п'ятирічний план за 2,5 роки, підприємство було нагороджене орденом Леніна і йому надано ім'я наркома промисловості Г. К. Орджонікідзе.
Під час Другої світової війни завод 1941 року був евакуйований в місто Сарапул. За виконання урядових завдань із забезпечення фронту військовою технікою колектив заводу був нагороджений орденом Трудового Червоного Прапора 7 травня 1945 року. При директорі Михайлі Іванові завод не припиняючи виробляти радіоапаратуру для бронетанкових військ, почав масове виробництво цивільної продукції. Рятувальна радіостанція «Шлюп» та радіола «Комета», перша УКХ радіола в СРСР, у 1958 році були нагороджені золотими медалями Міжнародної виставки у Брюсселі.
В 1992 році підприємство було приватизоване і перетворене у ВАТ. 1998 року реорганізований з перетворенням головного та дочірніх товариств.

## Продукція
- рухомі радіостанції діапазонів коротких і ультракоротких хвиль, багатоканальні радіостанції УКХ діапазону
- переносні радіостанції КХ, УКХ діапазонів
- командно-штабні машини та їхні складові
- антени і антено-мачтові прилади
- DRM-приймачі
- медична техніка
- навчальні класи та програми
- блоки оптоволоконного зв'язку для кабельного телебачення
- універсальні рухомі комплекти технічних засобів для несення служби прикордонними нарядами

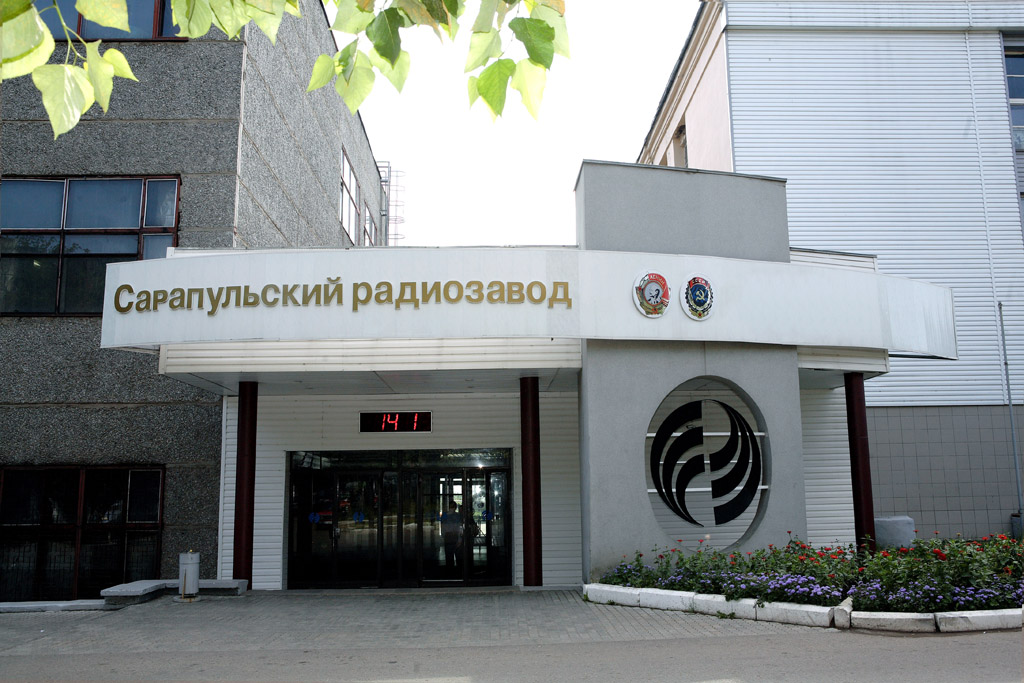
Головна прохідна заводу з вул.Первотравневої
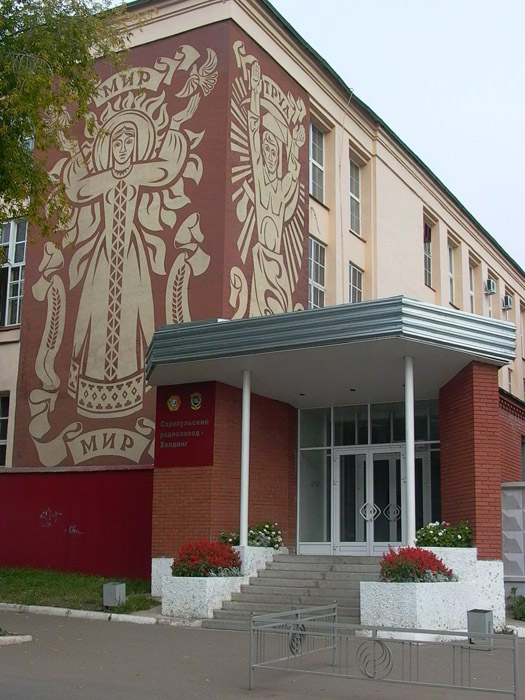
Прохідна з вул.Гагаріна